# Danh sách Thủ tướng Pháp
Thủ tướng Pháp (tiếng Pháp: Premier ministre français) trong Đệ ngũ Cộng hòa là người đứng đầu Chính phủ và Nội các Pháp. Nguyên thủ Quốc gia là Tổng thống.
Trong lịch sử người đứng đầu chính phủ Pháp được gọi bằng nhiều tên khác nhau. Gần đây nhất, trong Đệ nhị, đệ tam, đệ tứ cộng hòa chức vụ được gọi là Chủ tịch Hội đồng Bộ trưởng, hay còn gọi Chủ tịch Hội đồng.

## Thời kỳ phong kiến
Trong thời kỳ phong kiến không có danh hiệu cho người đứng đầu chính phủ. Bộ trưởng của vị vua nào đó sẽ nằm quyền lực thực tế.
| Chân dung | Tên                                                                                              | Bắt đầu                  | Kết thúc        | Vua (Triều đại)        |
| --------- | ------------------------------------------------------------------------------------------------ | ------------------------ | --------------- | ---------------------- |
|           | Maximilien I de Béthune, Công tước xứ Sully                                                      | 2/8/1589                 | 29/1/1611       | Henry IV (1589–1610)   |
|           | Nicolas de Neufville, quyền xứ Villeroy                                                          | 29/1/1611                | 1614            | Louis XIII (1610–1643) |
|           | Concino Concini                                                                                  | 1616                     | 24/4/1617 (mất) | Louis XIII (1610–1643) |
|           | Hồng y Richelieu                                                                                 | 12/8/1624                | 4/12/1642 (mất) | Louis XIII (1610–1643) |
|           | Jules Cardinal Mazarin                                                                           | 4/12/1642                | 9/3/1661 (mất)  | Louis XIV (1643–1715)  |
| —         | Chức vụ khuyết (Quyền hành do Louis XIV nắm và sau đó Philippe II Công tước Orleans nhiếp chính) | 9/3/1661                 | 16/2/1723       | Louis XIV (1643–1715)  |
|           | Guillaume Cardinal Dubois                                                                        | 16/2/1723                | 10/8/1723 (mất) | Louis XV (1715–1774)   |
|           | Philippe II Công tước Orléans                                                                    | 10/8/1723                | 2/12/1723 (mất) | Louis XV (1715–1774)   |
|           | Louis Henri Công tước Bourbon                                                                    | 2/12/1723                | 11/6/1726       | Louis XV (1715–1774)   |
|           | André-Hercule Hồng y của Fleury                                                                  | 11/6/1726                | 29/1/1743       | Louis XV (1715–1774)   |
| —         | Chức vụ khuyết (Quyền hành thực tế do vua Louis XV) nắm giữ                                      | 29/1/1743                | 3/12/1758       | Louis XV (1715–1774)   |
|           | Étienne François de Choiseul Công tước Choiseul                                                  | 3/12/1758                | 24/12/1770      | Louis XV (1715–1774)   |
|           | René Nicolas Charles Augustin de Maupeou                                                         | 24/12/1770               | 14/5/1774       | Louis XV (1715–1774)   |
|           | Jean-Frédéric Phélypeaux, comte de Maurepas                                                      | 14/5/1774                | 21/11/1781      | Louis XVI (1774–1792)  |
|           | Charles Gravier, comte de Vergennes                                                              | 21/11/781                | 13/2/1787 (mất) | Louis XVI (1774–1792)  |
|           | Étienne Charles de Loménie de Brienne                                                            | 1/5/1787                 | 25/8/1788       | Louis XVI (1774–1792)  |
|           | Jacques Necker                                                                                   | 25/8/1788                | 11/7/1789       | Louis XVI (1774–1792)  |
|           | Louis Auguste Le Tonnelier de Breteuil                                                           | 11/7/1789                | 16/7/1789       | Louis XVI (1774–1792)  |
|           | Jacques Necker                                                                                   | ngày 16 tháng 7 năm 1789 | 3/9/1790        | Louis XVI (1774–1792)  |
|           | Armand Marc, comte de Montmorin                                                                  | 3/9/1790                 | 29/10/1791      | Louis XVI (1774–1792)  |

## Đệ Nhất Cộng hòa (1792–1804)

### Đứng đầu Chính phủ
Đảng chính trị:
      Không đảng phái
      Girondin
      Jacobin
| # | #   | Chân dung | Tên                                    | Nhiệm kỳ | Nhiệm kỳ   | Nhiệm kỳ   | Đảng chính trị  | Đứng đầu Nhà nước (Nhiệm kỳ) | Đứng đầu Nhà nước (Nhiệm kỳ)                                                            |
| - | --- | --------- | -------------------------------------- | -------- | ---------- | ---------- | --------------- | ---------------------------- | --------------------------------------------------------------------------------------- |
|   | 1   |           | Pierre Henri Hélène Marie Lebrun-Tondu | •        | 10/8/1792  | 21/6/1793  | Girondin        |                              | Jean Baptiste Treilhard (1792–1794)                                                     |
|   | 2   |           | François Louis Michel Chemin Deforgues | •        | 21/6/1793  | 1/4/1794   | Girondin        |                              | Jean Baptiste Treilhard (1792–1794)                                                     |
|   | 3   |           | Maximilien de Robespierre              | •        | 1/4/1794   | 27/7/1794  | Jacobin         |                              | Maximilien de Robespierre (1794)                                                        |
|   | 4   |           | Merlin de Douai                        | 1        | 5/3/1795   | 5/4/1795   | Jacobin         |                              | Paul Barras (1794-1799)                                                                 |
|   | 5   |           | Jean Jacques Régis de Cambacérès       | 1        | 5/4/1795   | 2/8/1795   | Không đảng phái |                              | Paul Barras (1794-1799)                                                                 |
|   | (4) |           | Merlin de Douai                        | 2        | 2/8/1795   | 1/9/1795   | Jacobin         |                              | Paul Barras (1794-1799)                                                                 |
|   | (5) |           | Jean Jacques Régis de Cambacérès       | 2        | 1/9/1795   | 27/10/1795 | Không đảng phái |                              | Paul Barras (1794-1799)                                                                 |
|   | 6   |           | Lazare Carnot                          | •        | 4/11/1795  | 5/9/1797   | Không đảng phái |                              | Paul Barras (1794-1799)                                                                 |
|   | (4) |           | Merlin de Douai                        | 3        | 8/9/1797   | 18/6/1799  | Không đảng phái |                              | Paul Barras (1794-1799)                                                                 |
|   | 7   |           | Jean-François-Auguste Moulin           | •        | 20/6/1799  | 10/11/1799 | Không đảng phái |                              | Paul Barras (1794-1799)                                                                 |
|   | 8   |           | Charles-Frédéric Reinhard              | •        | 11/11/1799 | 22/11/1799 | Không đảng phái |                              | Napoléon Bonaparte Jean Jacques Régis de Cambacérès Charles-François Lebrun (1799-1804) |
|   | 9   |           | Charles Maurice de Talleyrand-Périgord | •        | 22/11/1799 | 18/5/1804  | Không đảng phái |                              | Napoléon Bonaparte Jean Jacques Régis de Cambacérès Charles-François Lebrun (1799-1804) |

## Đế chế thứ nhất (1804–1815)

### Đứng đầu Nội các
| Chân dung | Tên                                      | Nhiệm kỳ | Nhiệm kỳ  | Nhiệm kỳ  | Hoàng đế (Triều đại)    |
| --------- | ---------------------------------------- | -------- | --------- | --------- | ----------------------- |
| —         | Khuyết (Người nằm quyền lực Napoleon I)  | 1        | 18/5/1804 | 1/4/1814  | Napoleon I (1804–1814)  |
|           | Charles Maurice de Talleyrand-Périgord   | •        | 1/4/1814  | 13/5/1814 | Louis XVIII (1814–1815) |
| —         | Khuyết (Người nằm quyền lực Louis XVIII) | •        | 13/5/1814 | 19/3/1815 | Louis XVIII (1814–1815) |
| —         | Khuyết (Người nằm quyền lực Napoleon I)  | 2        | 20/3/1815 | 22/6/1815 | Napoleon I (1815)       |

## Vương quốc Pháp (1815–1848)

### Chủ tịch Hội đồng Bộ trưởng
Đảng chính trị:
      Không đảng phái
      Quân chủ lập hiến/Orléanist
      Bảo hoàng cực đoan
| #                              | #  | Chân dung | Tên                                     | Nhiệm kỳ  | Nhiệm kỳ   | Nhiệm kỳ   | Đảng chính trị     | Lập pháp (Bầu cử) | Vua (Triều đại)              |
| ------------------------------ | -- | --------- | --------------------------------------- | --------- | ---------- | ---------- | ------------------ | ----------------- | ---------------------------- |
| Bourbon phục hoàng (1815–1830) |    |           |                                         |           |            |            |                    |                   |                              |
|                                | 1  |           | Charles Maurice de Talleyrand-Périgord  | •         | 9/7/1815   | 26/9/1815  | Không đảng phái    | I (1815)          | Louis XVIII (1815–1824)      |
|                                | 2  |           | Armand-Emmanuel du Plessis de Richelieu | 1         | 26/9/1815  | 29/12/1818 | Quân chủ lập hiến  | I (1815)          | Louis XVIII (1815–1824)      |
|                                | 3  |           | Jean-Joseph, Marquis Dessolles          | •         | 29/12/1818 | 19/11/1819 | Không đảng phái    | II (1816)         | Louis XVIII (1815–1824)      |
|                                | 4  |           | Élie, duc Decazes                       | •         | 19/11/1819 | 20/2/1820  | Quân chủ lập hiến  | II (1816)         | Louis XVIII (1815–1824)      |
|                                | 5  |           | Armand-Emmanuel du Plessis de Richelieu | 2         | 20/2/1820  | 14/12/1821 | Quân chủ lập hiến  | III (1820)        | Louis XVIII (1815–1824)      |
|                                | 6  |           | Jean-Baptiste de Villèle                | •         | 14/12/1821 | 4/1/1828   | Bảo hoàng cực đoan | III (1820)        | Louis XVIII (1815–1824)      |
|                                | 7  |           | Jean Baptiste Gay, vicomte de Martignac | •         | 4/1/1828   | 8/8/1829   | Bảo hoàng cực đoan | IV (1827)         | Charles X (1824–1830)        |
|                                | 8  |           | Jules de Polignac, Prince of Polignac   | •         | 8/8/1829   | 29/7/1830  | Bảo hoàng cực đoan | IV (1827)         | Charles X (1824–1830)        |
| Quân chủ tháng Bảy (1830–1848) |    |           |                                         |           |            |            |                    |                   |                              |
|                                | 9  |           | Victor de Broglie                       | 1         | 13/8/1830  | 2/11/1830  | Orléanist          | I (1830)          | Louis Philippe I (1830–1848) |
|                                | 10 |           | Jacques Laffitte                        | •         | 2/11/1830  | 13/63/1831 | Orléanist          | I (1830)          | Louis Philippe I (1830–1848) |
|                                | 11 |           | Casimir Pierre Périer                   | •         | 13/3/1831  | 16/5/1832  | Orléanist          | I (1830)          | Louis Philippe I (1830–1848) |
|                                | 12 |           | Jean-de-Dieu Soult                      | 1         | 11/10/1832 | 18/7/1834  | Không đảng phái    | II (1831)         | Louis Philippe I (1830–1848) |
|                                | 13 |           | Étienne Maurice Gérard                  | •         | 18/7/1834  | 10/11/1834 | Không đảng phái    | II (1831)         | Louis Philippe I (1830–1848) |
|                                | 14 |           | Hugues-Bernard Maret, duc de Bassano    | •         | 10/11/1834 | 18/11/1834 | Không đảng phái    | II (1831)         | Louis Philippe I (1830–1848) |
|                                | 15 |           | Édouard Mortier, duc de Trévise         | •         | 18/11/1834 | 12/3/1835  | Không đảng phái    | III (1834)        | Louis Philippe I (1830–1848) |
|                                | 16 |           | Victor de Broglie                       | 2         | 12/3/1835  | 22/2/1836  | Orléanist          | III (1834)        | Louis Philippe I (1830–1848) |
|                                | 17 |           | Adolphe Thiers                          | 1         | 22/2/1836  | 6/9/1836   | Orléanist          | III (1834)        | Louis Philippe I (1830–1848) |
|                                | 18 |           | Louis-Mathieu Molé                      | 1         | 6/9/1836   | 15/4/1837  | Orléanist          | III (1834)        | Louis Philippe I (1830–1848) |
| 2                              | 18 | 15/4/1837 | Louis-Mathieu Molé                      | 31/3/1839 | IV (1837)  |            | Orléanist          |                   | Louis Philippe I (1830–1848) |
|                                | 19 |           | Jean-de-Dieu Soult                      | 2         | 12/5/1839  | 1/3/1840   | Không đảng phái    | V (1839)          | Louis Philippe I (1830–1848) |
|                                | 20 |           | Adolphe Thiers                          | 2         | 1/3/1840   | 29/10/1840 | Orléanist          | V (1839)          | Louis Philippe I (1830–1848) |
|                                | 21 |           | Jean-de-Dieu Soult                      | 3         | 29/10/1840 | 19/9/1847  | Không đảng phái    | V (1839)          | Louis Philippe I (1830–1848) |
| VI (1842)                      | 21 |           | Jean-de-Dieu Soult                      | 3         | 29/10/1840 | 19/9/1847  | Không đảng phái    |                   | Louis Philippe I (1830–1848) |
|                                | 22 |           | François Guizot                         | •         | 19/9/1847  | 23/2/1848  | Orléanist          | VII (1846)        | Louis Philippe I (1830–1848) |
|                                | 23 |           | Louis-Mathieu Molé                      | •         | 23/2/1848  | 24/2/1848  | Orléanist          | VII (1846)        | Louis Philippe I (1830–1848) |

## Đệ nhị Cộng hòa (1848–1852)

### Chủ tịch Hội đồng Bộ trưởng
Đảng chính trị:
      Cộng hòa ôn hòa
      Đảng Giai cấp/Đảng Bonaparte
| # | #  | Chân dung       | Tên                              | Nhiệm kỳ                                                           | Nhiệm kỳ   | Nhiệm kỳ   | Đảng chính trị  | Cơ quan lập pháp (Bầu cử)        | Tổng thống (Nhiệm kỳ) | Tổng thống (Nhiệm kỳ)                |
| - | -- | --------------- | -------------------------------- | ------------------------------------------------------------------ | ---------- | ---------- | --------------- | -------------------------------- | --------------------- | ------------------------------------ |
|   | 24 |                 | Jacques-Charles Dupont de l'Eure | •                                                                  | 24/2/1848  | 9/5/1848   | Cộng hòa Ôn hòa | Lập hiến (1848)                  |                       | Ủy ban Hành pháp (1848)              |
|   | 25 |                 | François Arago                   | •                                                                  | 10/5/1848  | 24/6/1848  | Cộng hòa Ôn hòa | Lập hiến (1848)                  |                       | Ủy ban Hành pháp (1848)              |
|   | 26 |                 | Louis-Eugène Cavaignac           | •                                                                  | 28/6/1848  | 20/12/1848 | Cộng hòa Ôn hòa | Lập hiến (1848)                  |                       | Ủy ban Hành pháp (1848)              |
|   | 27 |                 | Odilon Barrot                    | 1                                                                  | 20/12/1848 | 31/10/1849 | Đảng Giai cấp   | Lập hiến (1848)                  |                       | Louis-Napoléon Bonaparte (1848–1852) |
| 2 | 27 | Lập pháp (1849) | Odilon Barrot                    |                                                                    | 20/12/1848 | 31/10/1849 | Đảng Giai cấp   |                                  |                       | Louis-Napoléon Bonaparte (1848–1852) |
|   | 28 | Lập pháp (1849) |                                  | Alphonse Henri, comte d'Hautpoul                                   | •          | 31/10/1849 | 24/1/1851       | Đảng Giai cấp                    |                       | Louis-Napoléon Bonaparte (1848–1852) |
|   | —  | Lập pháp (1849) | —                                | Chức vụ khuyết (Chính quyền lãnh đạo bởi Louis-Napoléon Bonaparte) | •          | 24/1/1851  | 10/4/1851       | Không đảng phái (Đảng Bonaparte) |                       | Louis-Napoléon Bonaparte (1848–1852) |
|   | 29 | Lập pháp (1849) |                                  | Léon Faucher                                                       | •          | 10/4/1851  | 26/10/1851      | Đảng Giai cấp                    |                       | Louis-Napoléon Bonaparte (1848–1852) |
|   | —  | Lập pháp (1849) | —                                | Chức vụ khuyết (Chính quyền lãnh đạo bởi Louis-Napoléon Bonaparte) | 0          | 26/10/1851 | 2/12/1852       | Không đảng phái (Đảng Bonaparte) |                       | Louis-Napoléon Bonaparte (1848–1852) |
| 1 | —  | Lập pháp (1849) | —                                | Chức vụ khuyết (Chính quyền lãnh đạo bởi Louis-Napoléon Bonaparte) |            | 26/10/1851 | 2/12/1852       | Không đảng phái (Đảng Bonaparte) |                       | Louis-Napoléon Bonaparte (1848–1852) |
| 2 | —  | Lập pháp (1849) | —                                | Chức vụ khuyết (Chính quyền lãnh đạo bởi Louis-Napoléon Bonaparte) |            | 26/10/1851 | 2/12/1852       | Không đảng phái (Đảng Bonaparte) |                       | Louis-Napoléon Bonaparte (1848–1852) |

## Đệ nhị Đế chế Pháp (1852–1870)

### Đứng đầu Nội các
Đảng chính trị:
      Đảng Bonaparte
      Cộng hòa Ôn hòa
| #          | #  | Chân dung | Tên                                           | Nhiệm kỳ  | Nhiệm kỳ  | Nhiệm kỳ   | Đảng chính trị   | Cơ quan Lập pháp (Bầu cử) | Hoàng đế (Triều đại)     |
| ---------- | -- | --------- | --------------------------------------------- | --------- | --------- | ---------- | ---------------- | ------------------------- | ------------------------ |
|            | —  | —         | Chức vụ khuyết (nămquyền lực by Napoleon III) | 3         | 2/12/1852 | 27/12/1869 | (Đảng Bonaparte) | I (1852)                  | Napoleon III (1852–1870) |
| II (1857)  | —  | —         | Chức vụ khuyết (nămquyền lực by Napoleon III) | 3         | 2/12/1852 | 27/12/1869 | (Đảng Bonaparte) |                           | Napoleon III (1852–1870) |
| III (1863) | —  | —         | Chức vụ khuyết (nămquyền lực by Napoleon III) | 3         | 2/12/1852 | 27/12/1869 | (Đảng Bonaparte) |                           | Napoleon III (1852–1870) |
| 4          | —  | —         | Chức vụ khuyết (nămquyền lực by Napoleon III) | IV (1869) | 2/12/1852 | 27/12/1869 | (Đảng Bonaparte) |                           | Napoleon III (1852–1870) |
|            | 30 |           | Émile Ollivier                                | IV (1869) | •         | 2/1/1870   | 9/8/1870         | Cộng hòa Ôn hòa           | Napoleon III (1852–1870) |
|            | 31 |           | Charles Cousin-Montauban, comte de Palikao    | IV (1869) | •         | 9/8/1870   | 4/9/1870         | Quân đội                  | Napoleon III (1852–1870) |

## Đệ tam Cộng hòa (1870–1940)

### Chủ tịch Chính phủ Vệ quốc
| # | #  | Chân dung | Tên                | Nhiệm kỳ | Nhiệm kỳ | Nhiệm kỳ  | Đảng chính trí | Cơ quan Lập pháp (Bầu cử) |
| - | -- | --------- | ------------------ | -------- | -------- | --------- | -------------- | ------------------------- |
|   | 32 |           | Louis Jules Trochu | •        | 4/9/1870 | 22/1/1871 | Quân đội       | Không                     |

### Chủ tịch Hội đồng Bộ trưởng
Đảng chính trị:
      Không đảng phái
      Đảng Chủ nghĩa chính thống
      Đảng Orléans
      Đảng Cộng hòa cơ hội
      Đảng Cộng hòa Liên hiệp
      Đảng Cộng hòa cấp tiến/Đảng cấp tiến-Xã hội
      Đảng Cộng hòa Dân chủ Liên minh
      Đảng Cộng hòa-Xã hội
      SFIO(Phân bộ Pháp của Quốc tế Công nhân)
| #  | #   | Chân dung   | Tên                      | Nhiệm kỳ                        | Nhiệm kỳ   | Nhiệm kỳ   | Đảng chính trị (Liên minh)                             | Cơ quan Lập pháp (Bầu cử)                 | Tổng thống (Nhiệm kỳ)           | Tổng thống (Nhiệm kỳ)                  |
| -- | --- | ----------- | ------------------------ | ------------------------------- | ---------- | ---------- | ------------------------------------------------------ | ----------------------------------------- | ------------------------------- | -------------------------------------- |
|    | 33  |             | Jules Armand Dufaure     | 1                               | 19/2/1871  | 24/5/1873  | Không đảng phái                                        | Quốc hội (1871)                           |                                 | Adolphe Thiers (1871–1873)             |
| 2  | 33  |             | Jules Armand Dufaure     |                                 | 19/2/1871  | 24/5/1873  | Không đảng phái                                        | Quốc hội (1871)                           |                                 | Adolphe Thiers (1871–1873)             |
|    | 34  |             | Albert, duc de Broglie   | 1                               | 25/5/1873  | 22/5/1874  | Đảng Orléans                                           | Quốc hội (1871)                           |                                 | Patrice de Mac-Mahon (1873–1879)       |
| 2  | 34  |             | Albert, duc de Broglie   |                                 | 25/5/1873  | 22/5/1874  | Đảng Orléans                                           | Quốc hội (1871)                           |                                 | Patrice de Mac-Mahon (1873–1879)       |
|    | 35  |             | Ernest Courtot de Cissey | •                               | 22/5/1874  | 10/3/1875  | Không đảng phái                                        | Quốc hội (1871)                           |                                 | Patrice de Mac-Mahon (1873–1879)       |
|    | 36  |             | Louis Buffet             | •                               | 10/3/1875  | 23/2/1876  | Đảng Orléans                                           | Quốc hội (1871)                           |                                 | Patrice de Mac-Mahon (1873–1879)       |
|    | 37  |             | Jules Armand Dufaure     | 3                               | 23/2/1876  | 12/12/1876 | Đảng Cộng hòa cơ hội                                   | Quốc hội (1871)                           |                                 | Patrice de Mac-Mahon (1873–1879)       |
| 4  | 37  |             | Jules Armand Dufaure     |                                 | 23/2/1876  | 12/12/1876 | Đảng Cộng hòa cơ hội                                   | Quốc hội (1871)                           |                                 | Patrice de Mac-Mahon (1873–1879)       |
|    | 38  |             | Jules Simon              | •                               | 12/12/1876 | 17/5/1877  | Đảng Cộng hòa cơ hội                                   | I (1876)                                  |                                 | Patrice de Mac-Mahon (1873–1879)       |
|    | 39  |             | Albert, duc de Broglie   | 3                               | 17/5/1877  | 23/11/1877 | Đảng Orléans                                           | I (1876)                                  |                                 | Patrice de Mac-Mahon (1873–1879)       |
|    | 40  |             | Gaëtan de Rochebouët     | •                               | 23/11/1877 | 13/12/1877 | Không đảng phái                                        | II (1877)                                 |                                 | Patrice de Mac-Mahon (1873–1879)       |
|    | 41  |             | Jules Armand Dufaure     | 5                               | 13/12/1877 | 4/2/1879   | Đảng Cộng hòa cơ hội                                   | II (1877)                                 |                                 | Patrice de Mac-Mahon (1873–1879)       |
|    | 42  |             | William Henry Waddington | •                               | 4/2/1879   | 28/12/1879 | Đảng Cộng hòa cơ hội                                   | II (1877)                                 |                                 | Jules Grévy (1879–1887)                |
|    | 43  |             | Charles de Freycinet     | 1                               | 28/12/1879 | 23/9/1880  | Đảng Cộng hòa cơ hội                                   | II (1877)                                 |                                 | Jules Grévy (1879–1887)                |
|    | 44  |             | Jules Ferry              | 1                               | 23/9/1880  | 14/11/1881 | Đảng Cộng hòa cơ hội                                   | II (1877)                                 |                                 | Jules Grévy (1879–1887)                |
|    | 45  |             | Léon Gambetta            | •                               | 14/11/1881 | 30/1/1882  | Đảng Cộng hòa Liên hiệp                                | III (1881)                                |                                 | Jules Grévy (1879–1887)                |
|    | 46  |             | Charles de Freycinet     | 2                               | 30/1/1882  | 7/8/1882   | Đảng Cộng hòa cơ hội                                   | III (1881)                                |                                 | Jules Grévy (1879–1887)                |
|    | 47  |             | Charles Duclerc          | •                               | 7/8/1882   | 29/1/1883  | Đảng Cộng hòa cơ hội                                   | III (1881)                                |                                 | Jules Grévy (1879–1887)                |
|    | 48  |             | Armand Fallières         | •                               | 29/1/1883  | 21/2/1883  | Đảng Cộng hòa cơ hội                                   | III (1881)                                |                                 | Jules Grévy (1879–1887)                |
|    | 49  |             | Jules Ferry              | 2                               | 21/2/1883  | 6/4/1885   | Đảng Cộng hòa cơ hội                                   | III (1881)                                |                                 | Jules Grévy (1879–1887)                |
|    | 50  |             | Henri Brisson            | 1                               | 6/4/1885   | 7/1/1886   | Đảng Cộng hòa Liên hiệp                                | III (1881)                                |                                 | Jules Grévy (1879–1887)                |
|    | 51  |             | Charles de Freycinet     | 3                               | 7/1/1886   | 16/12/1886 | Đảng Cộng hòa cơ hội                                   | IV (1885)                                 |                                 | Jules Grévy (1879–1887)                |
|    | 52  |             | René Goblet              | •                               | 16/12/1886 | 30/5/1887  | Không đảng phái                                        | IV (1885)                                 |                                 | Jules Grévy (1879–1887)                |
|    | 53  |             | Maurice Rouvier          | 1                               | 30/5/1887  | 12/12/1887 | Đảng Cộng hòa Liên hiệp                                | IV (1885)                                 |                                 | Jules Grévy (1879–1887)                |
|    | 54  |             | Pierre Tirard            | 1                               | 12/12/1887 | 3/4/1888   | Không đảng phái                                        | IV (1885)                                 |                                 | Marie François Sadi Carnot (1887–1894) |
|    | 55  |             | Charles Floquet          | •                               | 3/4/1888   | 22/2/1889  | Đảng Cộng hòa Cấp tiến                                 | IV (1885)                                 |                                 | Marie François Sadi Carnot (1887–1894) |
|    | 56  |             | Pierre Tirard            | 2                               | 22/2/1889  | 17/3/1890  | Không đảng phái                                        | IV (1885)                                 |                                 | Marie François Sadi Carnot (1887–1894) |
|    | 57  |             | Charles de Freycinet     | 4                               | 17/3/1890  | 27/2/1892  | Đảng Cộng hòa cơ hội                                   | V (1889)                                  |                                 | Marie François Sadi Carnot (1887–1894) |
|    | 58  |             | Émile Loubet             | •                               | 27/2/1892  | 6/12/1892  | Đảng Cộng hòa cơ hội                                   | V (1889)                                  |                                 | Marie François Sadi Carnot (1887–1894) |
|    | 59  |             | Alexandre Ribot          | 1                               | 6/12/1892  | 4/4/1893   | Đảng Cộng hòa cơ hội                                   | V (1889)                                  |                                 | Marie François Sadi Carnot (1887–1894) |
| 2  | 59  |             | Alexandre Ribot          |                                 | 6/12/1892  | 4/4/1893   | Đảng Cộng hòa cơ hội                                   | V (1889)                                  |                                 | Marie François Sadi Carnot (1887–1894) |
|    | 60  |             | Charles Dupuy            | 1                               | 4/4/1893   | 3/12/1893  | Đảng Cộng hòa cơ hội                                   | V (1889)                                  |                                 | Marie François Sadi Carnot (1887–1894) |
|    | 61  |             | Jean Casimir-Perier      | •                               | 3/12/1893  | 30/5/1894  | Đảng Cộng hòa cơ hội                                   | VI (1893)                                 |                                 | Marie François Sadi Carnot (1887–1894) |
|    | 62  |             | Charles Dupuy            | 2                               | 30/5/1894  | 26/1/1895  | Đảng Cộng hòa cơ hội                                   | VI (1893)                                 |                                 | Marie François Sadi Carnot (1887–1894) |
| 3  | 62  |             | Charles Dupuy            | Jean Casimir-Perier (1894–1895) | 30/5/1894  | 26/1/1895  | Đảng Cộng hòa cơ hội                                   | VI (1893)                                 |                                 |                                        |
|    | 63  |             | Alexandre Ribot          | 3                               | 26/1/1895  | 1/11/1895  | Đảng Cộng hòa cơ hội                                   | VI (1893)                                 |                                 | Félix Faure (1895–1899)                |
|    | 64  |             | Léon Bourgeois           | •                               | 1/11/1895  | 29/4/1896  | Đảng Cộng hòa cấp tiến                                 | VI (1893)                                 |                                 | Félix Faure (1895–1899)                |
|    | 65  |             | Jules Méline             | •                               | 29/4/1896  | 28/6/1898  | Không đảng phái                                        | VI (1893)                                 |                                 | Félix Faure (1895–1899)                |
|    | 66  |             | Henri Brisson            | 2                               | 28/6/1898  | 1/11/1898  | Đảng Cộng hòa Liên hiệp                                | VII (1898)                                |                                 | Félix Faure (1895–1899)                |
|    | 67  |             | Charles Dupuy            | 4                               | 1/11/1898  | 22/6/1899  | Đảng Cộng hòa cơ hội                                   | VII (1898)                                |                                 | Félix Faure (1895–1899)                |
| 5  | 67  |             | Charles Dupuy            | Émile Loubet (1899–1906)        | 1/11/1898  | 22/6/1899  | Đảng Cộng hòa cơ hội                                   | VII (1898)                                |                                 |                                        |
|    | 68  |             | Pierre Waldeck-Rousseau  | Émile Loubet (1899–1906)        | •          | 22/6/1899  | 7/6/1902                                               | VII (1898)                                | Đảng Cộng hòa Dân chủ Liên minh |                                        |
|    | 69  |             | Émile Combes             | Émile Loubet (1899–1906)        | •          | 7/6/1902   | 24/1/1905                                              | Đảng cấp tiến-Xã hội (Liên minh bên trái) | VIII (1902)                     |                                        |
|    | 70  |             | Maurice Rouvier          | Émile Loubet (1899–1906)        | 2          | 24/1/1905  | 12/3/1906                                              | Đảng Cộng hòa Dân chủ Liên minh           | VIII (1902)                     |                                        |
| 3  | 70  |             | Maurice Rouvier          | Armand Fallières (1906–1913)    |            | 24/1/1905  | 12/3/1906                                              | Đảng Cộng hòa Dân chủ Liên minh           | VIII (1902)                     |                                        |
|    | 71  |             | Ferdinand Sarrien        | Armand Fallières (1906–1913)    | •          | 12/3/1906  | 25/10/1906                                             | Đảng cấp tiến-Xã hội                      | VIII (1902)                     |                                        |
|    | 72  |             | Georges Clemenceau       | Armand Fallières (1906–1913)    | 1          | 25/10/1906 | 24/7/1909                                              | Đảng cấp tiến-Xã hội                      | IX (1906)                       |                                        |
|    | 73  |             | Aristide Briand          | Armand Fallières (1906–1913)    | 1          | 24/7/1909  | 2/3/1911                                               | Đảng Cộng hòa-Xã hội                      | IX (1906)                       |                                        |
| 2  | 73  |             | Aristide Briand          | Armand Fallières (1906–1913)    |            | 24/7/1909  | 2/3/1911                                               | Đảng Cộng hòa-Xã hội                      | IX (1906)                       |                                        |
|    | 74  |             | Ernest Monis             | Armand Fallières (1906–1913)    | •          | 2/3/1911   | 27/6/1911                                              | Đảng cấp tiến-Xã hội                      | X (1910)                        |                                        |
|    | 75  |             | Joseph Caillaux          | Armand Fallières (1906–1913)    | •          | 27/6/1911  | 21/1/1912                                              | Đảng cấp tiến-Xã hội                      | X (1910)                        |                                        |
|    | 76  |             | Raymond Poincaré         | Armand Fallières (1906–1913)    | 1          | 21/1/1912  | 21/1/1913                                              | Đảng Cộng hòa Dân chủ                     | X (1910)                        |                                        |
|    | 77  |             | Aristide Briand          | Armand Fallières (1906–1913)    | 3          | 21/1/1913  | 22/3/1913                                              | Đảng Cộng hòa-Xã hội                      | X (1910)                        |                                        |
| 4  | 77  |             | Aristide Briand          | Raymond Poincaré (1913–1920)    |            | 21/1/1913  | 22/3/1913                                              | Đảng Cộng hòa-Xã hội                      | X (1910)                        |                                        |
|    | 78  |             | Louis Barthou            | Raymond Poincaré (1913–1920)    | •          | 22/3/1913  | 9/12/1913                                              | Đảng Cộng hòa Dân chủ                     | X (1910)                        |                                        |
|    | 79  |             | Gaston Doumergue         | Raymond Poincaré (1913–1920)    | 1          | 9/12/1913  | 9/6/1914                                               | Đảng cấp tiến-Xã hội                      | X (1910)                        |                                        |
|    | 80  | không khung | Alexandre Ribot          | Raymond Poincaré (1913–1920)    | 4          | 9/6/1914   | 13/6/1914                                              | Đảng Cộng hòa Dân chủ                     | XI (1914)                       |                                        |
|    | 81  |             | René Viviani             | Raymond Poincaré (1913–1920)    | 1          | 13/6/1914  | 29/10/1915                                             | Đảng Cộng hòa-Xã hội                      | XI (1914)                       |                                        |
| 2  | 81  |             | René Viviani             | Raymond Poincaré (1913–1920)    |            | 13/6/1914  | 29/10/1915                                             | Đảng Cộng hòa-Xã hội                      | XI (1914)                       |                                        |
|    | 82  |             | Aristide Briand          | Raymond Poincaré (1913–1920)    | 5          | 29/10/1915 | 20/3/1917                                              | Đảng Cộng hòa-Xã hội                      | XI (1914)                       |                                        |
| 6  | 82  |             | Aristide Briand          | Raymond Poincaré (1913–1920)    |            | 29/10/1915 | 20/3/1917                                              | Đảng Cộng hòa-Xã hội                      | XI (1914)                       |                                        |
|    | 83  |             | Alexandre Ribot          | Raymond Poincaré (1913–1920)    | 5          | 20/3/1917  | 12/9/1917                                              | Đảng Cộng hòa Dân chủ                     | XI (1914)                       |                                        |
|    | 84  |             | Paul Painlevé            | Raymond Poincaré (1913–1920)    | 1          | 12/9/1917  | 16/11/1917                                             | Đảng Cộng hòa-Xã hội                      | XI (1914)                       |                                        |
|    | 85  |             | Georges Clemenceau       | Raymond Poincaré (1913–1920)    | 2          | 16/11/1917 | 20/1/1920                                              | Đảng cấp tiến-Xã hội                      | XI (1914)                       |                                        |
|    | 86  |             | Alexandre Millerand      | Raymond Poincaré (1913–1920)    | 1          | 20/1/1920  | 24/9/1920                                              | Không đảng phái (Khối Quốc gia)           | XII (1919)                      |                                        |
| 2  | 86  |             | Alexandre Millerand      | Paul Deschanel (1920)           |            | 20/1/1920  | 24/9/1920                                              | Không đảng phái (Khối Quốc gia)           | XII (1919)                      |                                        |
|    | 87  |             | Georges Leygues          | •                               | 24/9/1920  | 16/1/1921  | Đảng Dân chủ Cộng hòa và Xã hội (Khối Quốc gia)        |                                           | XII (1919)                      | Alexandre Millerand (1920–1924)        |
|    | 88  |             | Aristide Briand          | 7                               | 16/1/1921  | 15/1/1922  | Đảng Cộng hòa-Xã hội                                   |                                           | XII (1919)                      | Alexandre Millerand (1920–1924)        |
|    | 89  |             | Raymond Poincaré         | 2                               | 15/1/1922  | 8/6/1924   | Đảng Dân chủ Cộng hòa và Xã hội (Khối Quốc gia)        |                                           | XII (1919)                      | Alexandre Millerand (1920–1924)        |
| 3  | 89  |             | Raymond Poincaré         |                                 | 15/1/1922  | 8/6/1924   | Đảng Dân chủ Cộng hòa và Xã hội (Khối Quốc gia)        |                                           | XII (1919)                      | Alexandre Millerand (1920–1924)        |
|    | 90  |             | Frédéric François-Marsal | •                               | 8/6/1924   | 15/6/1924  | Không đảng phái ([Khối Quốc gia)                       |                                           | XII (1919)                      | Alexandre Millerand (1920–1924)        |
|    | 91  |             | Édouard Herriot          | 1                               | 15/6/1924  | 17/4/1925  | Đảng cấp tiến-Xã hội (Liên minh cánh tả)               | XIII (1924)                               |                                 | Gaston Doumergue (1924–1931)           |
|    | 92  |             | Paul Painlevé            | 2                               | 17/4/1925  | 28/11/1925 | Đảng Cộng hòa-Xã hội (Liên minh cánh tả)               | XIII (1924)                               |                                 | Gaston Doumergue (1924–1931)           |
| 3  | 92  |             | Paul Painlevé            |                                 | 17/4/1925  | 28/11/1925 | Đảng Cộng hòa-Xã hội (Liên minh cánh tả)               | XIII (1924)                               |                                 | Gaston Doumergue (1924–1931)           |
|    | 93  |             | Aristide Briand          | 8                               | 28/11/1925 | 20/7/1926  | Đảng Cộng hòa-Xã hội (Liên minh cánh tả)               | XIII (1924)                               |                                 | Gaston Doumergue (1924–1931)           |
| 9  | 93  |             | Aristide Briand          |                                 | 28/11/1925 | 20/7/1926  | Đảng Cộng hòa-Xã hội (Liên minh cánh tả)               | XIII (1924)                               |                                 | Gaston Doumergue (1924–1931)           |
| 10 | 93  |             | Aristide Briand          |                                 | 28/11/1925 | 20/7/1926  | Đảng Cộng hòa-Xã hội (Liên minh cánh tả)               | XIII (1924)                               |                                 | Gaston Doumergue (1924–1931)           |
|    | 94  |             | Édouard Herriot          | 2                               | 20/7/1926  | 23/7/1926  | Đảng cấp tiến-Xã hội (Liên minh cánh tả)               | XIII (1924)                               |                                 | Gaston Doumergue (1924–1931)           |
|    | 95  |             | Raymond Poincaré         | 4                               | 23/7/1926  | 29/7/1929  | Đảng Dân chủ Liên minh (National Union)                | XIII (1924)                               |                                 | Gaston Doumergue (1924–1931)           |
| 5  | 95  |             | Raymond Poincaré         |                                 | 23/7/1926  | 29/7/1929  | Đảng Dân chủ Liên minh (National Union)                | XIII (1924)                               |                                 | Gaston Doumergue (1924–1931)           |
|    | 96  |             | Aristide Briand          | 11                              | 29/7/1929  | 2/11/1929  | Đảng Cộng hòa-Xã hội                                   | XIV (1928)                                |                                 | Gaston Doumergue (1924–1931)           |
|    | 97  |             | André Tardieu            | 1                               | 2/11/1929  | 21/2/1930  | Đảng Dân chủ Liên minh                                 | XIV (1928)                                |                                 | Gaston Doumergue (1924–1931)           |
|    | 98  |             | Camille Chautemps        | 1                               | 21/2/1930  | 2/3/1930   | Đảng cấp tiến-Xã hội                                   | XIV (1928)                                |                                 | Gaston Doumergue (1924–1931)           |
|    | 99  |             | André Tardieu            | 2                               | 2/3/1930   | 13/12/1930 | Đảng Dân chủ Liên minh                                 | XIV (1928)                                |                                 | Gaston Doumergue (1924–1931)           |
|    | 100 |             | Théodore Steeg           | •                               | 13/12/1930 | 27/1/1931  | Đảng cấp tiến-Xã hội                                   | XIV (1928)                                |                                 | Gaston Doumergue (1924–1931)           |
|    | 101 |             | Pierre Laval             | 1                               | 27/1/1931  | 20/2/1932  | Không đảng phái (Khối Quốc gia)                        | XIV (1928)                                |                                 | Gaston Doumergue (1924–1931)           |
| 2  | 101 |             | Pierre Laval             | Paul Doumer (1931–1932)         | 27/1/1931  | 20/2/1932  | Không đảng phái (Khối Quốc gia)                        | XIV (1928)                                |                                 |                                        |
| 3  | 101 |             | Pierre Laval             | Paul Doumer (1931–1932)         | 27/1/1931  | 20/2/1932  | Không đảng phái (Khối Quốc gia)                        | XIV (1928)                                |                                 |                                        |
|    | 102 |             | André Tardieu            | Paul Doumer (1931–1932)         | 3          | 20/2/1932  | 3/6/1932                                               | XIV (1928)                                | Đảng Dân chủ Liên minh          |                                        |
|    | 103 |             | Édouard Herriot          | 3                               | 3/6/1932   | 18/12/1932 | Đảng cấp tiến-Xã hội (Liên minh cánh tả)               | XV (1932)                                 |                                 | Albert Lebrun (1932–1940)              |
|    | 104 |             | Joseph Paul-Boncour      | •                               | 18/12/1932 | 31/1/1933  | Đảng Cộng hòa-Xã hội (Liên minh cánh tả)               | XV (1932)                                 |                                 | Albert Lebrun (1932–1940)              |
|    | 105 |             | Édouard Daladier         | 1                               | 31/1/1933  | 26/10/1933 | Đảng cấp tiến-Xã hội (Liên minh cánh tả)               | XV (1932)                                 |                                 | Albert Lebrun (1932–1940)              |
|    | 106 |             | Albert Sarraut           | 1                               | 26/10/1933 | 26/11/1933 | Đảng cấp tiến-Xã hội (Liên minh cánh tả)               | XV (1932)                                 |                                 | Albert Lebrun (1932–1940)              |
|    | 107 |             | Camille Chautemps        | 2                               | 26/11/1933 | 30/1/1934  | Đảng cấp tiến-Xã hội (Liên minh cánh tả)               | XV (1932)                                 |                                 | Albert Lebrun (1932–1940)              |
|    | 108 |             | Édouard Daladier         | 2                               | 30/1/1934  | 9/2/1934   | Đảng cấp tiến-Xã hội (Liên minh cánh tả)               | XV (1932)                                 |                                 | Albert Lebrun (1932–1940)              |
|    | 109 |             | Gaston Doumergue         | 2                               | 9/2/1934   | 8/11/1934  | Đảng cấp tiến-Xã hội (Chính phủ liên hiệp quốc gia)    | XV (1932)                                 |                                 | Albert Lebrun (1932–1940)              |
|    | 110 |             | Pierre-Étienne Flandin   | 1                               | 8/11/1934  | 1/6/1935   | Đảng Dân chủ Liên minh                                 | XV (1932)                                 |                                 | Albert Lebrun (1932–1940)              |
|    | 111 |             | Fernand Bouisson         | •                               | 1/6/1935   | 7/6/1935   | Đảng Cộng hòa-Xã hội                                   | XV (1932)                                 |                                 | Albert Lebrun (1932–1940)              |
|    | 112 |             | Pierre Laval             | 4                               | 7/6/1935   | 24/1/1936  | Không đảng phái (Khối Quốc gia)                        | XV (1932)                                 |                                 | Albert Lebrun (1932–1940)              |
|    | 113 |             | Albert Sarraut           | 2                               | 24/1/1936  | 4/6/1936   | Đảng cấp tiến-Xã hội                                   | XV (1932)                                 |                                 | Albert Lebrun (1932–1940)              |
|    | 114 |             | Léon Blum                | 1                               | 4/6/1936   | 22/6/1937  | Phân bộ Pháp của Quốc tế Công nhân (Mặt trận Bình dân) | XVI (1936)                                |                                 | Albert Lebrun (1932–1940)              |
|    | 115 |             | Camille Chautemps        | 3                               | 22/6/1937  | 13/3/1938  | Đảng cấp tiến-Xã hội (Mặt trận Bình dân)               | XVI (1936)                                |                                 | Albert Lebrun (1932–1940)              |
| 4  | 115 |             | Camille Chautemps        |                                 | 22/6/1937  | 13/3/1938  | Đảng cấp tiến-Xã hội (Mặt trận Bình dân)               | XVI (1936)                                |                                 | Albert Lebrun (1932–1940)              |
|    | 116 |             | Léon Blum                | 2                               | 13/3/1938  | 10/4/1938  | Phân bộ Pháp của Quốc tế Công nhân (Mặt trận Bình dân) | XVI (1936)                                |                                 | Albert Lebrun (1932–1940)              |
|    | 117 |             | Édouard Daladier         | 3                               | 10/4/1938  | 21/3/1940  | Đảng cấp tiến-Xã hội                                   | XVI (1936)                                |                                 | Albert Lebrun (1932–1940)              |
| 4  | 117 |             | Édouard Daladier         |                                 | 10/4/1938  | 21/3/1940  | Đảng cấp tiến-Xã hội                                   | XVI (1936)                                |                                 | Albert Lebrun (1932–1940)              |
| 5  | 117 |             | Édouard Daladier         |                                 | 10/4/1938  | 21/3/1940  | Đảng cấp tiến-Xã hội                                   | XVI (1936)                                |                                 | Albert Lebrun (1932–1940)              |
|    | 118 |             | Paul Reynaud             | •                               | 21/3/1940  | 16/6/1940  | Đảng Dân chủ Liên minh                                 | XVI (1936)                                |                                 | Albert Lebrun (1932–1940)              |

## Vichy Pháp (1940–1944)
Đảng chính trị:
      Vichy
| # | #   | Chân dung | Tên                    | Nhiệm kỳ | Nhiệm kỳ   | Nhiệm kỳ   | Đảng chính trị  | Cơ quan Lập pháp (Bầu cử) | Quốc trưởng(Nhiệm kỳ) | Quốc trưởng(Nhiệm kỳ)       |
| - | --- | --------- | ---------------------- | -------- | ---------- | ---------- | --------------- | ------------------------- | --------------------- | --------------------------- |
|   | 119 |           | Philippe Pétain        | •        | 16/6/1940  | 11/7/1940  | Không đảng phái | Không                     |                       | Philippe Pétain (1940–1944) |
|   | 120 |           | Pierre Laval           | 5        | 11/7/1940  | 13/12/1940 | Không đảng phái | Không                     |                       | Philippe Pétain (1940–1944) |
|   | 121 |           | Pierre-Étienne Flandin | 2        | 13/12/1940 | 9/2/1941   | Không đảng phái | Không                     |                       | Philippe Pétain (1940–1944) |
|   | 122 |           | François Darlan        | •        | 9/2/1941   | 18/4/1942  | Không đảng phái | Không                     |                       | Philippe Pétain (1940–1944) |
|   | 123 |           | Pierre Laval           | 6        | 18/4/1942  | 19/8/1944  | Không đảng phái | Không                     |                       | Philippe Pétain (1940–1944) |

## Chính phủ lâm thời Cộng hòa Pháp (1944–1947)

### Chủ tịch Chính phủ lâm thời
Đảng chính trị:
      Không đảng phái
      Xã hội (SFIO)
      Cộng hòa (MRP)
| # | #   | Chân dung | Tên                        | Nhiệm kỳ    | Nhiệm kỳ                  | Nhiệm kỳ                  | Đảng chính trị (Liên hiệp)                            | Cơ quan Lập pháp (Bầu cử)                             |
| - | --- | --------- | -------------------------- | ----------- | ------------------------- | ------------------------- | ----------------------------------------------------- | ----------------------------------------------------- |
|   | 124 |           | Charles de Gaulle          | 1           | 20/8/1944                 | 26/1/1946                 | Không đảng phái                                       | Lâm thời                                              |
| 2 | 124 | I (1945)  | Charles de Gaulle          |             | 20/8/1944                 | 26/1/1946                 | Không đảng phái                                       |                                                       |
|   | 125 | I (1945)  |                            | Félix Gouin | •                         | 26/1/1946                 | 24/6/                                                 | Phân bộ Pháp của Quốc tế Công nhân SFIO (Tripartisme) |
|   | 126 |           | Georges Bidault            | 1           | ngày 24 tháng 6 năm 1946  | ngày 28 tháng 11 năm 1946 | Phong trào Cộng hòa Nhân dân MRP (Tripartisme)        | II (6/1946)                                           |
|   | –   |           | Vincent Auriol (tạm quyền) | –           | ngày 28 tháng 11 năm 1946 | ngày 16 tháng 12 năm 1946 | Phân bộ Pháp của Quốc tế Công nhân SFIO (Tripartisme) | Cộng hòa IV I (11/1946)                               |
|   | 127 |           | Léon Blum                  | 3           | 16/12/1946                | 22/1/1947                 | Phân bộ Pháp của Quốc tế Công nhân SFIO (Tripartisme) | Cộng hòa IV I (11/1946)                               |

## Đệ tứ Cộng hòa(1947–1959)

### Chủ tịch Hội đồng Bộ trưởng
Đảng chính trị:
      SFIO
      Đảng cấp tiến-Xã hội
      UDSR
      Phong trào Cộng hòa Nhân dân
      CNIP
      Liên hiệp Cộng hòa mới
| # | #   | Chân dung   | Tên                      | Nhiệm kỳ              | Nhiệm kỳ   | Nhiệm kỳ                | Đảng chính trị (Liên hiệp)                                    | Cơ quan Lập pháp (Bầu cử)               | Tổng thống (Nhiệm kỳ)                   | Tổng thống (Nhiệm kỳ)      |
| - | --- | ----------- | ------------------------ | --------------------- | ---------- | ----------------------- | ------------------------------------------------------------- | --------------------------------------- | --------------------------------------- | -------------------------- |
|   | 128 |             | Paul Ramadier            | 1                     | 22/1/1947  | 24/11/1947              | Phân bộ Pháp của Quốc tế Công nhân SFIO (Tripartisme)         | I (11/1946)                             |                                         | Vincent Auriol (1947–1954) |
| 2 | 128 |             | Paul Ramadier            |                       | 22/1/1947  | 24/11/1947              | Phân bộ Pháp của Quốc tế Công nhân SFIO (Tripartisme)         | I (11/1946)                             |                                         | Vincent Auriol (1947–1954) |
|   | 129 |             | Robert Schuman           | 1                     | 24/11/1947 | 24/7/1948               | Phong trào Cộng hòa Nhân dân MRP (Lực lượng thứ 3)            | I (11/1946)                             |                                         | Vincent Auriol (1947–1954) |
|   | 130 | không khung | André Marie              | •                     | 24/7/1948  | 2/9/1948                | Đảng cấp tiến-Xã hội Rad-Soc (Lực lượng thứ 3)                | I (11/1946)                             |                                         | Vincent Auriol (1947–1954) |
|   | 131 |             | Robert Schuman           | 2                     | 2/9/1948   | 11/9/1948               | Phong trào Cộng hòa Nhân dân MRP (Lực lượng thứ 3)            | I (11/1946)                             |                                         | Vincent Auriol (1947–1954) |
|   | 132 |             | Henri Queuille           | 1                     | 11/9/1948  | 28/10/1949              | Đảng cấp tiến-Xã hội Rad-Soc (Lực lượng thứ 3)                | I (11/1946)                             |                                         | Vincent Auriol (1947–1954) |
|   | 133 |             | Georges Bidault          | 2                     | 28/10/1949 | 2/7/1950                | Phong trào Cộng hòa Nhân dân MRP (Lực lượng thứ 3)            | I (11/1946)                             |                                         | Vincent Auriol (1947–1954) |
| 3 | 133 |             | Georges Bidault          |                       | 28/10/1949 | 2/7/1950                | Phong trào Cộng hòa Nhân dân MRP (Lực lượng thứ 3)            | I (11/1946)                             |                                         | Vincent Auriol (1947–1954) |
|   | 134 |             | Henri Queuille           | 2                     | 2/7/1950   | 12/7/1950               | Đảng cấp tiến-Xã hội Rad-Soc (Lực lượng thứ 3)                | I (11/1946)                             |                                         | Vincent Auriol (1947–1954) |
|   | 135 |             | René Pleven              | 1                     | 12/7/1950  | 10/3/1951               | Dân chủ xã hội đề nghị kháng liên minh UDSR (Lực lượng thứ 3) | I (11/1946)                             |                                         | Vincent Auriol (1947–1954) |
|   | 136 |             | Henri Queuille           | 3                     | 10/3/1951  | 11/8/1951               | Đảng cấp tiến-Xã hội Rad-Soc (Lực lượng thứ 3)                | I (11/1946)                             |                                         | Vincent Auriol (1947–1954) |
|   | 137 |             | René Pleven              | 2                     | 11/8/1951  | 20/1/1952               | Dân chủ xã hội đề nghị kháng liên minh UDSR                   | II (1951)                               |                                         | Vincent Auriol (1947–1954) |
|   | 138 |             | Edgar Faure              | 1                     | 20/1/1952  | 8/3/1952                | Đảng cấp tiến-Xã hội Rad-Soc                                  | II (1951)                               |                                         | Vincent Auriol (1947–1954) |
|   | 139 |             | Antoine Pinay            | •                     | 8/3/1952   | 8/1/1953                | Trung tâm của các Người Độc Lập và Nông Dân CNIP              | II (1951)                               |                                         | Vincent Auriol (1947–1954) |
|   | 140 |             | René Mayer               | •                     | 8/1/1953   | 28/6/1953               | Đảng cấp tiến-Xã hội Rad-Soc                                  | II (1951)                               |                                         | Vincent Auriol (1947–1954) |
|   | 141 |             | Joseph Laniel            | 1                     | 28/6/1953  | 19/6/1954               | Trung tâm của các Người Độc Lập và Nông Dân CNIP              | II (1951)                               |                                         | Vincent Auriol (1947–1954) |
| 2 | 141 |             | Joseph Laniel            | René Coty (1954–1959) | 28/6/1953  | 19/6/1954               | Trung tâm của các Người Độc Lập và Nông Dân CNIP              | II (1951)                               |                                         |                            |
|   | 142 |             | Pierre Mendès France     | René Coty (1954–1959) | •          | 19/6/1954               | 17/2/1955                                                     | II (1951)                               | Đảng cấp tiến-Xã hội Rad-Soc            |                            |
|   | –   |             | Christian Pineau (quyền) | René Coty (1954–1959) | •          | 17/2/1955               | 23/2/1955                                                     | II (1951)                               | Phân bộ Pháp của Quốc tế Công nhân SFIO |                            |
|   | 143 |             | Edgar Faure              | René Coty (1954–1959) | 2          | 23/2/1955               | 1/2/1956                                                      | II (1951)                               | Đảng cấp tiến-Xã hội Rad-Soc            |                            |
|   | 144 |             | Guy Mollet               | René Coty (1954–1959) | •          | 1/2/1956                | 13/6/1957                                                     | Phân bộ Pháp của Quốc tế Công nhân SFIO | III (1956)                              |                            |
|   | 145 |             | Maurice Bourgès-Maunoury | René Coty (1954–1959) | •          | 13/6/1957               | 6/11/1957                                                     | Đảng cấp tiến-Xã hội Rad-Soc            | III (1956)                              |                            |
|   | 146 | không khung | Félix Gaillard           | René Coty (1954–1959) | •          | 6/11/1957               | 14/5/1958                                                     | Đảng cấp tiến-Xã hội Rad-Soc            | III (1956)                              |                            |
|   | 147 |             | Pierre Pflimlin          | René Coty (1954–1959) | •          | 14/5/1958               | 1/6/1958                                                      | Phong trào Cộng hòa Nhân dân MRP        | III (1956)                              |                            |
|   | 148 |             | Charles de Gaulle        | René Coty (1954–1959) | 3          | ngày 1 tháng 6 năm 1958 | ngày 8 tháng 1 năm 1959                                       | Liên hiệp Cộng hòa mới UNR              | III (1956)                              |                            |

## Đệ ngũ Cộng hòa (1959–nay)
Đây là lần đầu tiên chức vụ được gọi là Thủ tướng Chính phủ, chứ không phải là Chủ tịch Hội đồng Bộ trưởng, thể hiện sự chia sẻ quyền lực với Tổng thống Cộng hòa, là nguyên thủ quốc gia không phải đứng đầu Chính phủ

### Thủ tướng Chính phủ
Đảng Chính trị:
      Không đảng phái

      Đảng Gaullist (UNR; UDR; RPR)

      Tự do-Trung dung (PR; UDF)

      Đảng Xã hội

      Đảng liên minh vì phong trào nhân dân (UMP)

      Trung dung (REM)

      Neo-Gaullist (LR)

| # | #   | Chân dung   | Tên                       | Nhiệm kỳ   | Nhiệm kỳ    | Nhiệm kỳ                     | Đảng Chính trị                                            | Cơ quan Lập pháp (Bầu cử)                                       | Tổng thống (Nhiệm kỳ) | Tổng thống (Nhiệm kỳ)                |
| - | --- | ----------- | ------------------------- | ---------- | ----------- | ---------------------------- | --------------------------------------------------------- | --------------------------------------------------------------- | --------------------- | ------------------------------------ |
|   | 149 |             | Michel Debré              | •          | 8/1/1959    | 14/4/1962                    | Liên hiệp Cộng hòa mới UNR                                | I (1958)                                                        |                       | Charles de Gaulle (1959–1969)        |
|   | 150 | không khung | Georges Pompidou          | 1          | 14/4/1962   | 7/12/1962                    | Liên hiệp Cộng hòa mới UNR                                | I (1958)                                                        |                       | Charles de Gaulle (1959–1969)        |
| 2 | 150 | không khung | Georges Pompidou          | 7/12/1962  | 8/1/1966    | II (1962)                    | Liên hiệp Cộng hòa mới UNR                                |                                                                 |                       | Charles de Gaulle (1959–1969)        |
| 3 | 150 | không khung | Georges Pompidou          | 8/1/1966   | 1/4/1967    | II (1962)                    | Liên hiệp Cộng hòa mới UNR                                |                                                                 |                       | Charles de Gaulle (1959–1969)        |
| 4 | 150 | không khung | Georges Pompidou          | 5/4/1967   | 10/7/1968   | III (1967)                   | Liên hiệp Cộng hòa mới UNR                                |                                                                 |                       | Charles de Gaulle (1959–1969)        |
|   | 151 |             | Maurice Couve de Murville | •          | 10/7/1968   | 20/6/1969                    | Liên hiệp Bảo vệ Cộng hòa UDR                             | IV (1968)                                                       |                       | Charles de Gaulle (1959–1969)        |
|   | 152 |             | Jacques Chaban-Delmas     | •          | 20/6/1969   | 6/7/1972                     | Liên hiệp Dân chủ Cộng hòa UDR                            | IV (1968)                                                       |                       | Georges Pompidou (1969–1974)         |
|   | 153 |             | Pierre Messmer            | 1          | 6/7/1972    | 5/4/1973                     | Liên hiệp Dân chủ Cộng hòa UDR                            | IV (1968)                                                       |                       | Georges Pompidou (1969–1974)         |
| 2 | 153 | 5/4/1973    | Pierre Messmer            | 1/3/1974   | V (1973)    |                              | Liên hiệp Dân chủ Cộng hòa UDR                            |                                                                 |                       | Georges Pompidou (1969–1974)         |
| 3 | 153 | 1/3/1974    | Pierre Messmer            | 27/5/1974  | V (1973)    |                              | Liên hiệp Dân chủ Cộng hòa UDR                            |                                                                 |                       | Georges Pompidou (1969–1974)         |
|   | 154 |             | Jacques Chirac            | 1          | V (1973)    | 27/5/1974                    | 26/8/1976                                                 | Liên hiệp Dân chủ Cộng hòa UDR                                  |                       | Valéry Giscard d'Estaing (1974–1981) |
|   | 155 |             | Raymond Barre             | 1          | V (1973)    | 26/8/1976                    | 29/3/1977                                                 | Không đảng phải (thân UDF)                                      |                       | Valéry Giscard d'Estaing (1974–1981) |
| 2 | 155 | 29/3/1977   | Raymond Barre             | 31/3/1978  | V (1973)    |                              |                                                           | Không đảng phải (thân UDF)                                      |                       | Valéry Giscard d'Estaing (1974–1981) |
| 3 | 155 | 31/3/1978   | Raymond Barre             | 21/5/1981  | VI (1978)   |                              |                                                           | Không đảng phải (thân UDF)                                      |                       | Valéry Giscard d'Estaing (1974–1981) |
|   | 156 |             | Pierre Mauroy             | 1          | VI (1978)   | 21/5/1981                    | 23/6/1981                                                 | Đảng Xã hội PS                                                  |                       | François Mitterrand (1981–1995)      |
| 2 | 156 | 23/6/1981   | Pierre Mauroy             | 23/3/1983  | VII (1981)  |                              |                                                           | Đảng Xã hội PS                                                  |                       | François Mitterrand (1981–1995)      |
| 3 | 156 | 23/3/1983   | Pierre Mauroy             | 17/7/1984  | VII (1981)  |                              |                                                           | Đảng Xã hội PS                                                  |                       | François Mitterrand (1981–1995)      |
|   | 157 |             | Laurent Fabius            | •          | VII (1981)  | 17/7/1984                    | 20/3/1986                                                 | Đảng Xã hội PS                                                  |                       | François Mitterrand (1981–1995)      |
|   | 158 |             | Jacques Chirac            | 2          | 20/3/1986   | 10/5/1988                    | Tập hợp vì nền Cộng hòa RPR                               | VIII (1986)                                                     |                       | François Mitterrand (1981–1995)      |
|   | 159 | không khung | Michel Rocard             | 1          | 10/5/1988   | 22/6/1988                    | Đảng Xã hội PS                                            | VIII (1986)                                                     |                       | François Mitterrand (1981–1995)      |
| 2 | 159 | không khung | Michel Rocard             | 23/6/1988  | 15/5/1991   | IX (1988)                    | Đảng Xã hội PS                                            |                                                                 |                       | François Mitterrand (1981–1995)      |
|   | 160 | không khung | Édith Cresson             | •          | 15/5/1991   | IX (1988)                    | 2/4/1992                                                  | Đảng Xã hội PS                                                  |                       | François Mitterrand (1981–1995)      |
|   | 161 |             | Pierre Bérégovoy          | •          | 2/4/1992    | IX (1988)                    | 29/3/1993                                                 | Đảng Xã hội PS                                                  |                       | François Mitterrand (1981–1995)      |
|   | 162 |             | Édouard Balladur          | •          | 29/3/1993   | 18/5/1995                    | Tập hợp vì nền Cộng hòa RPR                               | X (1993)                                                        |                       | François Mitterrand (1981–1995)      |
|   | 163 |             | Alain Juppé               | 1          | 18/5/1995   | 7/11/1995                    | Tập hợp vì nền Cộng hòa RPR                               | X (1993)                                                        |                       | Jacques Chirac (1995–2007)           |
| 2 | 163 | 7/11/1995   | Alain Juppé               | 3/6/1997   |             |                              | Tập hợp vì nền Cộng hòa RPR                               | X (1993)                                                        |                       | Jacques Chirac (1995–2007)           |
|   | 164 |             | Lionel Jospin             | •          | 3/6/1997    | 6/5/2002                     | Đảng Xã hội PS                                            | XI (1997)                                                       |                       | Jacques Chirac (1995–2007)           |
|   | 165 | không khung | Jean-Pierre Raffarin      | 1          | 7/5/2002    | 17/6/2002                    | (Ban đầu Dân chủ Tự do) Liên hiệp Phong trào nhân dân UMP | XI (1997)                                                       |                       | Jacques Chirac (1995–2007)           |
| 2 | 165 | không khung | Jean-Pierre Raffarin      | 17/6/2002  | 30/3/2004   | XII (2002)                   | (Ban đầu Dân chủ Tự do) Liên hiệp Phong trào nhân dân UMP |                                                                 |                       | Jacques Chirac (1995–2007)           |
| 3 | 165 | không khung | Jean-Pierre Raffarin      | 31/3/2004  | 31/5/2005   | XII (2002)                   | (Ban đầu Dân chủ Tự do) Liên hiệp Phong trào nhân dân UMP |                                                                 |                       | Jacques Chirac (1995–2007)           |
|   | 166 |             | Dominique de Villepin     | •          | 31/5/2005   | XII (2002)                   | 17/5/2007                                                 | Liên hiệp Phong trào nhân dân UMP                               |                       | Jacques Chirac (1995–2007)           |
|   | 167 |             | François Fillon           | 1          | 17/5/2007   | XII (2002)                   | 18/6/2007                                                 | Liên hiệp Phong trào nhân dân UMP                               |                       | Nicolas Sarkozy (2007–2012)          |
| 2 | 167 | 19/6/2007   | François Fillon           | 13/11/2010 | XIII (2007) |                              |                                                           | Liên hiệp Phong trào nhân dân UMP                               |                       | Nicolas Sarkozy (2007–2012)          |
| 3 | 167 | 14/11/2010  | François Fillon           | 16/5/2012  | XIII (2007) |                              |                                                           | Liên hiệp Phong trào nhân dân UMP                               |                       | Nicolas Sarkozy (2007–2012)          |
|   | 168 |             | Jean-Marc Ayrault         | 1          | XIII (2007) | 16/5/2012                    | 18/6/2012                                                 | Đảng Xã hội PS                                                  |                       | François Hollande (2012–2017)        |
| 2 | 168 | 18/6/2012   | Jean-Marc Ayrault         | 31/3/2014  | XIV (2012)  |                              |                                                           | Đảng Xã hội PS                                                  |                       | François Hollande (2012–2017)        |
|   | 169 |             | Manuel Valls              | 1          | XIV (2012)  | 31/3/2014                    | 25/8/2014                                                 | Đảng Xã hội PS                                                  |                       | François Hollande (2012–2017)        |
| 2 | 169 | 25/8/2014   | Manuel Valls              | 6/12/2016  | XIV (2012)  |                              |                                                           | Đảng Xã hội PS                                                  |                       | François Hollande (2012–2017)        |
|   | 170 |             | Bernard Cazeneuve         | •          | XIV (2012)  | 6/12/2016                    | 10/5/2017                                                 | Đảng Xã hội PS                                                  |                       | François Hollande (2012–2017)        |
|   | 171 |             | Édouard Philippe          | 1          | XIV (2012)  | 15/5/2017                    | 19/6/2017                                                 | Đảng Cộng hòa LR                                                |                       | Emmanuel Macron (2017–nay)           |
|   | 171 | 2           | Édouard Philippe          | 19/6/2017  | 3/7/2020    | Đảng Cộng hòa LR tới đa đảng | XV (2017)                                                 |                                                                 |                       | Emmanuel Macron (2017–nay)           |
|   | 172 | không khung | Jean Castex               | •          | 3/7/2020    | 16/5/2022                    | XV (2017)                                                 | Đảng Cộng hoà (LR), sau là Đảng Nền Cộng hòa Tiến bước (LREM)   |                       | Emmanuel Macron (2017–nay)           |
|   | 173 | không khung | Élisabeth Borne           | 1          | 16/5/2022   | 4/7/2022                     | XV (2017)                                                 | Đảng Vùng đất của sự Cấp tiến (TDP), sau là Đảng Phục hưng (RE) |                       | Emmanuel Macron (2017–nay)           |
|   | 173 | không khung | Élisabeth Borne           | 2          | 4/7/2022    | nay                          | XVI (2022)                                                | Đảng Vùng đất của sự Cấp tiến (TDP), sau là Đảng Phục hưng (RE) |                       | Emmanuel Macron (2017–nay)           |